# After Party (zespół)
After Party – polski zespół muzyczny wykonujący muzykę z pogranicza gatunku disco polo, folku, muzyki biesiadnej, techno, muzyki klubowej i dance. Liderem grupy jest Patryk Pegza, a funkcję DJ-a pełni Mariusz "DJ Pawlo" Pawlak. Teledyski zespołu publikowane w serwisie YouTube do lipca 2021 zostały wyświetlone ponad 400 mln razy.

## Obecny skład
- Patryk Pegza (ur. 12 stycznia 1979) – wokalista, aranżer, muzyk, producent muzyczny, lider grupy
- Mariusz Pawlak – DJ/akustyk[5]

## Dyskografia

### Albumy
- Tylko ona jedyna (2013)[6]
- Nie daj życiu się (2014)[7]

### Single
- 2012 – „Bujaj się”[8]
- 2012 – „Ile razy można kochać”
- 2012 – „Jesteś moim przeznaczeniem”[9]
- 2013 – „Gotuję cały się”[10]
- 2013 – „Tylko ona jedyna” (2 wersje: Radio Edit oraz Summer Remix Extended), Hit Lata 2013 na Festiwalu w Kobylnicy[11]
- 2013 – „Wakacyjna love (wpadka)”[12]
- 2014 – „Bananowa Agnieszka”[13]
- 2014 – „Kocham Cię”[14]
- 2014 – „Nie daj życiu się” (2 wersje: Radio Edit i Extended)[15]
- 2014 – „Nie daj życiu się”[16]
- 2015 – „Nie będę pracował będę imprezował”[17]; platynowa płyta[18]
- 2015 – „Przez Ciebie mam w brzuchu motyle”; platynowa płyta[18]
- 2015 – „Ślimak pokaż rogi”; platynowa płyta[18]
- 2016 – „Moja wyjątkowa”[19]; potrójnie platynowa płyta[20]
- 2016 – „Ona lubi pomarańcze” (feat. Toca Bass)[21]
- 2016 – „Ona lubi pomarańcze”[22]; diamentowa płyta[23]
- 2017 – „Dzisiaj Ty jutro Ja”[24]; złota płyta[25]
- 2017 – „Wciąż na Ciebie czekam”[26]; złota płyta[25]
- 2018 – „Bo w końcu musi być dobrze”; złota płyta[25]
- 2018 – „Zawsze moja wina”; złota płyta[25]
- 2019 – „Aby nam się dobrze żyło”; złota płyta[25]
- 2019 – „Tylko w Twoich dłoniach”; złota płyta[25]
- 2019 – „Zagubieni” (z Red Queen); złota płyta[25]
- 2020 – „Na tych samych falach nadajemy”
- 2020 – „Dam jej biały welon i obrączki dwie”; złota płyta[25]
- 2020 – „Na razie się bajerujemy (Kto się czubi ten się lubi)”; złota płyta[25]
- 2021 – „Dajmy sobie szanse jeszcze raz”[27]
- 2021 - „Kochanie powrotów nie ma” (z CamaSutra)[28]
- 2022 - „Niech nam zazdrości cały świat”[29]
- 2022 - „Na parkiecie będziesz wywijała”[30]
- 2024 - „Co my tu robimy”